# エギン
『エギン』(バスク語: Egin)は、バスク地方の日刊紙（一般紙）。スペイン・バスク州ギプスコア県エルナニで発行されていた。スペイン語とバスク語の二言語による新聞だった。

## 歴史
エギンの第1号は1977年9月29日に発行された。オライン株式会社によって発行されており、オライン社はエギン・イラティアというラジオ局も所有していた。長年にわたり、エギンはバスク独立分離組織のバスク祖国と自由(ETA)に利用されているとして非難されていた。1994年、バスク警察はエギンの本部を捜索した。1998年7月14日の明け方、バルタサール・ガルソン判事は、新聞社とラジオ局の予防閉鎖と何人かの逮捕を命じた。エギンの閉鎖から約半年後の1999年1月30日、後継紙としてガラが創刊された。1999年8月、判事はエギンの刊行再開を容認したが、刊行に必要な設備は持ち去られたか管理不足で使用不可能な状態であり、また発起人は被告のために保釈金や罰金を支払ったこともあって資金が不足し、新聞社は依然として閉鎖されたままだった。発行禁止処分から10年以上後の2009年、全国高等裁判所はかつての判決を覆し、新聞社とラジオ局が不法な活動を行っていなかったことを明らかにした。
2003年2月には、バスク語のみで発行する唯一の新聞であるエグンカリアが治安警備隊によって封鎖された。エグンカリアはエギンと似たような状況となり、やはり逮捕された編集部員には無罪判決が下された。2003年6月にはエグンカリアの後継紙としてベリアが創刊されている。
バスク語とスペイン語による新聞
1977年エギン創刊、1998年エギン発行禁止処分、1998年ガラ創刊
バスク語のみによる新聞
1990年エグンカリア創刊、2003年エグンカリア発行禁止処分、2003年ベリア創刊